# セビージャFCの選手一覧
セビージャFCの選手一覧は、スペインのサッカークラブ、セビージャFCに在籍しているまたは過去に在籍したことのある選手の一覧。

## 歴代所属選手

### GK
| - フランシスコ・ブーヨ 1980-1986 - リナト・ダサエフ 1988-1990 - ファン・カルロス・ウンスエ 1990-1997 - アントニオ・ノタリート 2000-2006 | - アンドレス・パロップ 2005-2013 - モルガン・デ・サンクティス 2007-2008 - ディエゴ・ロペス 2012-2013 - トマーシュ・ヴァツリーク 2018-2021 | - ヤシン・ブヌ 2019-2023 - マルコ・ドミトロヴィッチ 2021- |

### DF
- フランシスコ・アントゥネス 1945-1952
- ガジェゴ 1961-1965, 1975-1980
- タバレ・シルバ
- リカルド・セルナ 1982-1988
- マヌエル・ヒメネス 1983-1997
- ゼリコ・ペトロビッチ 1991-1992
- フアン・ベラスコ 1997-1999
- カルロス・マルチェナ 1997-2000
- パブロ・アルファロ 2000-2005
- ダビド・カステド 2000-2007
- ハビ・ナバーロ 2001-2009
- ダニエウ・アウベス 2002-2008
- ヘスス・ナバス 2003-2013, 2017-
- アドリアーノ・コレイア 2004-2010
- セルヒオ・ラモス 2004-2005, 2023-
- イヴィツァ・ドラグティノヴィッチ 2005-2011
- ジュリアン・エスキュデ 2006.1-2012
- アンドレアス・ヒンケル 2006-2008.1
- アキバルド・モスケラ 2007-2009
- フェデリコ・ファシオ 2007-2014
- フェルナンド・ナバーロ 2008-2015
- ハリド・ブラールズ 2007-2008
- セバスティアン・スキラッチ 2008-2010
- アブドゥレイ・コンコ 2008-2011
- セルヒオ・サンチェス 2009-2011
- ジュール・クンデ 2019-2022
- ジエゴ・カルロス 2019-2022
- マルコス・アクーニャ 2020-
- カリム・レキク 2020-2023
- ルドビク・アウグスティンソン 2021-

### MF
- ホセ・マリア・マグレギ 1961-1963
- フランシスコ 1981-1990
- ラファエル・パス 1984-1997
- ディエゴ・マラドーナ 1992-1993
- ディエゴ・シメオネ 1992-1994
- デヤン・ペトコヴィッチ 1995-1996
- マティアス・アルメイダ 1996-1997
- ロベルト・プロシネチキ 1996-1997
- ヴァシリス・ツァルタス 1996-2000
- ジュリオ・バチスタ 2003-2005
- レナト 2004-2011
- ヘスス・ナバス 2004-2013, 2017-
- ディエゴ・カペル 2004-2011
- アントニオ・プエルタ 2004-2007
- エンツォ・マレスカ 2005-2009
- クリスティアン・ポウルセン 2006-2008
- ドゥダ 2006-2008
- セイドゥ・ケイタ 2007-2008
- ロマリッチ 2008-2011
- アルド・ドゥシェル 2008-2010
- ラウタロ・アコスタ 2008-2011
- ディディエ・ゾコラ 2009-2011
- イヴァン・ラキティッチ 2011.1-2014, 2020-
- 清武弘嗣 2016-2017
- フランコ・バスケス 2016-2021
- ネマニャ・グデリ 2019-
- フェルナンド 2019-2023
- パプ・ゴメス 2021-
- アドナン・ヤヌザイ 2022-

### FW
- フアン・アラウホ 1943-1956
- フアン・アルサ 1943-1959
- ダニエル・ベルトーニ 1978-1980
- ラモン・バスケス 1983-1992
- アントン・ポルスター 1988-1991
- イバン・サモラーノ 1991-1992
- ダヴォール・シューケル 1991-1996
- ベベット 1996-1997
- ホセ・マリ 1996-1997
- イヴィツァ・モルナル 1996-1997
- フアン・カルロス 1998-2000
- ニコラス・オリベラ 1998-2002
- マルセロ・サラジェタ 1999-2001
- ホセ・アントニオ・レジェス 1999-2004, 2012-2016
- ダリオ・シルバ 2003-2005
- フェデリコ・マガジャネス 2004
- アリザ・マククラ 2004-2006
- ケパ・ブランコ 2004-2007
- ハビエル・サビオラ 2005-2006
- ルイス・ファビアーノ 2005- 2011.3
- フレデリック・カヌーテ 2005-2012
- エルネスト・チェバントン 2006-2010
- アルナ・コネ 2007-2010
- アレクサンドル・ケルジャコフ 2007-2008
- トム・デ・ムル 2007-2009
- アルバロ・ネグレド 2009-2013
- カルロス・バッカ 2013-2015
- フェルナンド・ジョレンテ 2015-2016
- ケヴィン・ガメイロ 2013-2016
- ルシアーノ・ビエット 2016-2017
- ルーク・デ・ヨング 2019-2022
- ルーカス・オカンポス 2019-
- ユセフ・エン＝ネシリ 2020-
- パプ・ゴメス 2021-

## 在籍中に急逝した選手

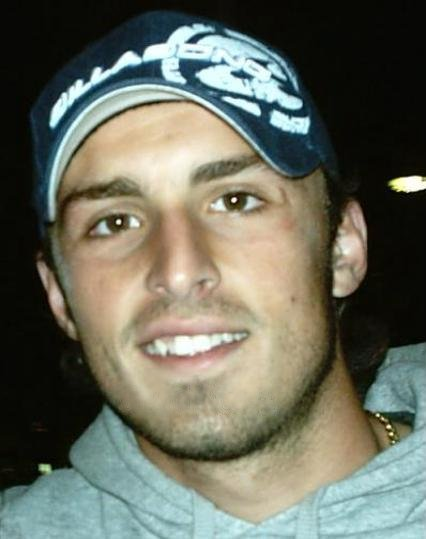
2007年に急逝したアントニオ・プエルタ

- セビージャの記録に確認できるものとしては、1917年8月7日、当時23歳だったフアン・トルネロ・デ・オルトラ氏の急死がクラブ史上初の在籍中に亡くなった選手である。死因は自宅近くの溜池に張っていた水を摂取したことによる腸チフス。

- 2例目はスペンセル氏である。当時のセビージャを代表する選手だったが、1926年3月初めに体調を崩し、入院した。同月14日、セビージャはコパ・デル・レイの2legの試合中だったが、その試合開始から20分後、スペンセルの容態が悪化し、そのまま帰らぬ人となった。享年28歳。死因は虫垂炎。この出来事は当時のセビージャサポーターに大きなショックを与えた。没後数年の間は彼を偲ぶ大会が開催されていた[1]。

- 3例目はペドロ・ベルエソ氏。1973年1月7日、ポンテベドラCFとのリーグ戦に出場していたベルエソは、その試合中にピッチ上に倒れ、心臓発作で亡くなった。享年28歳。試合中にプロのスペイン人サッカー選手が急逝した事例はこのベルエソが初めてであった。また、これ以前のバラカルドCFとの試合でもベルエソは失神し、一時プレーができなくなった経験があったが、その時の精密検査では心臓発作の兆候は見られなかったという事が発生していた[2]。

- 4例目はアントニオ・プエルタ氏。